# Universitatea din Michigan
Universitatea din Michigan (în engleză University of Michigan) este cea mai veche instituție de învățământ superior din statul Michigan. Universitatea a fost înființată la Detroit în 1817 și relocată în anul 1841 în Ann Arbor, unde se află până în prezent.